# Моховичок
Моховичок (каз. Моховичок) — озеро в Мамлютском районе Северо-Казахстанской области Казахстана. Находится в 10 км к северо-западу от села Дубравное. К юго-западу находится озеро Казачье, к северо-востоку озеро Плешково. Озёрный край расположен на границе с Россией.
По данным топографической съёмки 1940-х годов, площадь поверхности озера составляет 1,2 км². Наибольшая длина озера — 1,3 км, наибольшая ширина — 1,2 км. Длина береговой линии составляет 4,2 км, развитие береговой линии — 1,07. Озеро расположено на высоте 135,1 м над уровнем моря.
Озеро входит в перечень рыбохозяйственных водоёмов местного значения.